# خر خاکی شیرازی
خرخاکی شیرازی (نام علمی: Hemilepistus schirasi)، گونه‌ای از خرخاکی است که در درون و پیرامون بیابان‌های مرکزی و جنوبی ایران زندگی می‌کند.